# 大子町立だいご小学校
大子町立だいご小学校（だいごちょうりつだいごしょうがっこう）は、茨城県久慈郡大子町大子にある公立小学校。

## 概要
- 本校は、大子町の小学校再編計画により、大子・浅川・上岡・矢田・池田の5小学校が統合して開校した。その後、下野宮小学校と黒沢小学校も統合した。

## 沿革
- 2001年（平成13年）4月1日 - 大子・浅川・上岡・矢田・池田の各小学校を統合し、開校。
- 2010年（平成22年）4月1日 - 下野宮小学校を統合。
- 2019年（平成31年）4月1日 - 黒沢小学校を統合。

## 通学区域と進学先中学校
出典

### 通学区域
- 大子（全域）
- 浅川（全域）
- 上岡（全域）
- 池田（全域）
- 高田（全域）
- 下野宮（全域）
- 川山（全域）
- 冥賀（全域）
- 矢田（全域）
- 大生瀬（富ノ草・塩ノ久保）
- 町付（全域）
- 北吉沢（全域）
- 上郷（全域）
- 中郷（全域）
- 上野宮（全域）

### 進学先中学校
- 大子町立大子中学校

## 周辺
- 文武館跡の大ケヤキ群 - 同一敷地内
- 社会福祉法人清和会だいご保育園 - 校地東側に隣接。かつ、進学前保育園のひとつ。
- 大子町立大子幼稚園 - 十二所神社参道をはさんで、校地西側に隣接。なお、本校体育館とは南側に隣接。
- 十二所神社
  - 十二所神社以外の神社仏閣も点在。
- 百段階段 - 十二所神社参道
- 大子郵便局
- 茨城県道・栃木県道28号大子那須線
- 久慈川
- 国道461号線
- 大子町交流拠点施設「BBD〜Bright Base Daigo」
- 大子町文化福祉会館まいん
  - 大子町観光協会
- JR東日本水郡線常陸大子駅

## アクセス
- JR常陸大子駅より、
  - 大子幼稚園西側の大子町道経由で、徒歩約545m・約8分。
  - 百段階段経由で、徒歩約465m・約7分。